# Cecília Araújo
Cecília Kethlen Jerônimo de Araújo (Natal, 13 de outubro de 1998) é uma nadadora paralímpica brasileira.

## Biografia
Cecília tem paralisia cerebral, que afeta o lado esquerdo do corpo. Começou a nadar ainda na infância, participando da primeira competição aos dez anos.
A sua mãe, Clédina da Silva Jerônimo, também foi impactada pelo diagnóstico da filha, visto que teve que abrir mão de trabalho e projetos pessoais. "Eu não quis chorar, eu quis correr atrás", a mãe comenta em entrevista à Agência Brasil.
A natação veio como um forma de terapia e logo Cecília se apaixonou pelo esporte. Cecília sempre teve uma rede de apoio em sua família e, mesmo lidando com episódios de bullying, nunca deixou que isso a afetasse. 
O BPC (Beneficio de prestação continuada), contribuiu nesse processo, visto que proporcionou mais estabilidade financeira durante o tratamento  segundo a mãe, "O BPC apareceu para suprir as necessidades dela e da nossa casa, pois era a única renda que tínhamos"

## Competições
Em 2011, Cecília ingressou no Bolsa atleta na categoria estudantil, já em 2013 e 2014, pela categoria nacional. 
Sua estreia internacional foi nos Jogos Pan-Americanos de 2015, em Toronto. Nos Jogos Paralímpicos de Verão de 2016, no Rio de Janeiro, terminou em sexto nos 100 metros livre S8.
No Campeonato Mundial de 2017,  foi campeã dos 50 metros livre e vice-campeã dos 100 metros livre.
Competiu nos Jogos Parapan-Americanos de 2019, em Lima, onde foi sete vezes medalhista, sendo quatro vezes de ouro.
Já no Campeonato Mundial de 2019, levou a medalha de prata nos 50 metros livre. Repetiu o desempenho nos Jogos Paralímpicos de Verão de 2020 em Tóquio, ficando em segundo lugar na mesma competição.
Em 2021, em Tóquio, ela conquistou uma medalha de prata nos 50m livre em sua categoria (S8) Na competição dos 50m livre, a Brasileira ficou com o tempo de 29s91 ficando atrás da Russa, Viktoriia Ishchiulova com o tempo de 30s83 
Em 2022, disputou o Campeonato Mundial, na Madeira, em Portugal. Foi medalha de ouro nos 50 metros livre e bronze nos 100 metros livre.Em 2022, disputou o Campeonato Mundial, na Madeira, em Portugal. Foi medalha de ouro nos 50 metros livre e bronze nos 100 metros livre.
Competiu no Mundial realizado em Manchester, no Reino Unido, em 2023. Levou a medalha de bronze nos 400 metros livre. Conquistou dois ouros, no 100 metros e 50 metros livre, além de dois bronze nos 4x100m livre e medley.
Na competição preparatória para as Paralimpíadas de Paris, 2024 de World Series de Natação – Limoges 2024, Cecília alcançou dois ouros. Um na prova dos 100m livre com um tempo de 1min06s47 e Nos 50m livre com um tempo de 30s25